# Sigurd II de Noruega
Sigurd Haraldsson (en nòrdic: Sigurðr Haraldsson), (1133-1155), conegut com a Sigurd Munn ("La Boca"), va ser regnar a Noruega entre 1136 i 1155, com a Sigurd II de Noruega. Fill del rei Harald Gille, va heretar el regne noruec conjuntament amb els seus germans Inge i Magne Haraldsson, i va morir en una lluita pel poder contra Inge.

## Biografia
Sigurd va néixer el 1133, fill de Harald IV de Noruega "Gille" i la seva concubina Tora Guttormsdotter (Þóra Guthormsdóttir). Va ser educat a Trøndelag sota la tutela d'un noble. Quan el seu pare va morir a mans del pretendent Sigurd Slembe el 1136, tant ell com els seus dos germans Inge i Magne van ser proclamats reis.
Els respectius tutors van acordar que els tres germans serien reis conjuntament, i van unir les seves forces per combatre a Sigurd Slembe. Finalment els revoltats van ser reduïts i Sigurd Slembe va morir combatent a la batalla de Hvaler, el 1139.
Durant el període de pau que va seguir, la noblesa noruega va cooperar per governar durant la minoria dels germans. Magne va morir per causes naturals, però el 1142 va arriar des d'Escòcia un altre fill de Harald Gille: Eystein. El parentiu va ser acceptat i va ser declarat co-rei juntament amb Sigurd i Inge.
A mesura que es feien grans i els consellers d'edat avançada que havien governat en la regència anaven morint, l'hostilitat entre els germans es feia cada cop més grans. Tots tres van acordar reunir-se a Bergen per intentar reconduir la situació. Inge va acusar Sigurd i Eystein d'haver conspirat per deposar-lo, i Sigurd va negar les acusacions. Eystein encara no hi era, perquè va arribar uns dies tard a la reunió. Uns dies després, mentre l'esperaven, un dels soldats de Sigurd va matar-ne un d'Inge i va esclatar el conflicte.
Inge va ordenar als seus homes que assaltessin la residència de Sigurd, que es va defensar fins a l'últim home. Finalment va caure, el 6 de febrer de 1155, i va ser enterrat a la catedral de Bergen.

## Família

### Avantpassats
|  |                           |  |  |  |  |  |  |  |  |  |  |  |  |  |  |  |
|  | 16. Harald III de Noruega |  |  |  |  |  |  |  |  |  |  |  |  |  |  |  |
|  |                           |  |  |  |  |  |  |  |  |  |  |  |  |  |  |  |
|  |                           |  |  |  |  |  |  |  |  |  |  |  |  |  |  |  |
|  | 8. Olaf III de Noruega    |  |  |  |  |  |  |  |  |  |  |  |  |  |  |  |
|  |                           |  |  |  |  |  |  |  |  |  |  |  |  |  |  |  |
|  |                           |  |  |  |  |  |  |  |  |  |  |  |  |  |  |  |
|  | 17. Tora Torbergsdatter   |  |  |  |  |  |  |  |  |  |  |  |  |  |  |  |
|  |                           |  |  |  |  |  |  |  |  |  |  |  |  |  |  |  |
|  |                           |  |  |  |  |  |  |  |  |  |  |  |  |  |  |  |
|  | 4. Magne III de Noruega   |  |  |  |  |  |  |  |  |  |  |  |  |  |  |  |
|  |                           |  |  |  |  |  |  |  |  |  |  |  |  |  |  |  |
|  |                           |  |  |  |  |  |  |  |  |  |  |  |  |  |  |  |
|  | 9. Tora                   |  |  |  |  |  |  |  |  |  |  |  |  |  |  |  |
|  |                           |  |  |  |  |  |  |  |  |  |  |  |  |  |  |  |
|  |                           |  |  |  |  |  |  |  |  |  |  |  |  |  |  |  |
|  | 2. Harald IV de Noruega   |  |  |  |  |  |  |  |  |  |  |  |  |  |  |  |
|  |                           |  |  |  |  |  |  |  |  |  |  |  |  |  |  |  |
|  |                           |  |  |  |  |  |  |  |  |  |  |  |  |  |  |  |
|  | 1. Sigurd II de Noruega   |  |  |  |  |  |  |  |  |  |  |  |  |  |  |  |
|  |                           |  |  |  |  |  |  |  |  |  |  |  |  |  |  |  |
|  |                           |  |  |  |  |  |  |  |  |  |  |  |  |  |  |  |
|  | 3. Tora Guttormsdatter    |  |  |  |  |  |  |  |  |  |  |  |  |  |  |  |
|  |                           |  |  |  |  |  |  |  |  |  |  |  |  |  |  |  |
|  |                           |  |  |  |  |  |  |  |  |  |  |  |  |  |  |  |

### Descendents
- Amb Tora (Þóra):
  - Haakon Sigurdsson (Hákon), conegut com "el de les espatlles amples" (1147–1162). Va ser proclamat rei (Haakon II) pels seguidors de Sigurd i Eystein després de la mort d'Eystein el 1157, en oposició a Inge I. Va morir en batalla contra el successor d'Inge, Magne V.
- De mare desconeguda:
  - Sigurd Sigurdsson (Sigurðr), conegut com a Sigurd Markusfostre (mort el 1163), proclamat rei pels seguidors del seu germà gran Haakon a la mort d'aquest el 1162. Fou capturat i decapitat pels partidaris del rei Magnus el 1163.
- Amb Kristin Sigurdsdotter (Kristín Sigurðardóttir):
  - Harald Sigurdsson (Haraldr), mort vers l'any 1173. Capturat i executat pels partidaris del rei Magnus perquè el seu parentiu el convertia en un rival potencial.
- Amb Gunhilda
  - Sverre Sigurdsson (Sverrir) (mort el 1202), fou regi de Noruega des del 1184 fins a la seva mort. La seva paternitat és altament dubtosa.